# لیتل فلاک (آرکانزاس)
لیتل فلاک (آرکانزاس) (به انگلیسی: Little Flock, Arkansas) یک شهر در ایالات متحده آمریکا با جمعیت ۲٬۵۸۵ نفر است که در آرکانزاس واقع شده‌است.

## موقعیت جغرافیایی
موقعیت جغرافیایی شهرها و مناطق اطراف به شرح زیر است: